# Нью-Рошелл
Нью-Рошелл (англ. New Rochelle) — город на юго-востоке штата Нью-Йорк, на северо-востоке от города Нью-Йорк (США). Северный жилой пригород Нью-Йорка.

## История
Город основан в 1688 году гугенотами, бежавшими из Франции из-за религиозных преследований. Своё название город получил в честь Ла-Рошели, откуда были родом многие колонисты.

## Население
Согласно переписи 2010 года в городе проживает 77062 человека. Плотность населения составляет 2692,7 чел./км². В городе следующее соотношение расовой принадлежности: 68,0 % белых американцев, 19 % афроамериканцев, 0,2 % коренных американцев, 4 % американцев азиатского происхождения, 0,05 % жителей островов Тихого океана, 6 % жителей, принадлежащих другим расам, и 3,0% жителей двух или более рас.
Динамика населения согласно переписи населения США с 1890 года.